# Ramón Laporta Astort
 (avril 2016).
Si vous disposez d'ouvrages ou d'articles de référence ou si vous connaissez des sites web de qualité traitant du thème abordé ici, merci de compléter l'article en donnant les références utiles à sa vérifiabilité et en les liant à la section « Notes et références ».
Ramón Laporta Astort (Barcelone, 1888 - 1936) était un peintre espagnol.
Catalan formé dans l’École Llotja de Barcelone, avec son frère, le musicien et guitariste Antonio Laporta Astort. Plus tard, Il a continué sa formation à Paris. Il a exposé dans la galerie Parés à Barcelone à plusieurs reprises.
En 1930, son tableau intitulé Pilar lui a valu la troisième médaille à l'Exposition nationale des beaux-arts.
Il est dédié en particulier à la nature morte et au portrait réaliste.